# Ladice av Kyrene
Ladice av Kyrene, död efter 525 f.Kr., var en prinsessa av Kyrene, gift med Amasis (farao). 
Hon var dotter till kung Battus III av Kyrene och drottning Pheretime. Hennes far slöt en allians med Egyptens farao, som gav Kyrene sitt beskydd mot Libyerna. Farao Amasis erbjöd sig då att gifta sig med en medborgare från Kyrene som ett tecken på alliansen, och då Battus gav honom fritt val, valde han Ladice. Bröllopet ägde rum i Kyrene 548 f.Kr. Därefter följde hon honom till den dåvarande egyptiska huvudstaden Sais.  
Ladice var den första grek som gifte sig med en egyptisk farao. Hon blev inte drottning av Egypten utan faraos bihustru nummer fyra. Amasis kunde först inte fullborda äktenskapet: trots att han parallellt hade samlag med sina övriga hustrur, kunde han inte genomföra ett samlag med Ladice. Han anklagade henne då för att förhäxa farao, ett brott som kunde leda till dödsstraff. Ladice nekade till anklagelsen och bad enligt legenden till gudinnan Afrodite och lovade henne att resa en staty till hennes ära i Kyrene, om hon räddade hennes äktenskap och därmed hennes liv. Därefter fullbordades äktenskapet och åtalet avskrevs. Under Amasis äktenskap med Ladice öppnade sig Egypten för omvärlden och för handel med Medelhavet. Det är okänt om hon fick några barn. Vid Amasis död 526 f.Kr efterträddes han av sin son, Ladices före detta styvson Psammetikus III. 
När Egypten år 525 f.Kr erövrades av Persien under Kambyses II fördes den egyptiska kungafamiljen som fångar till Persien. Ladice däremot fick tillstånd av Kambyses att återvända till Kyrene. 